# 达尔文点

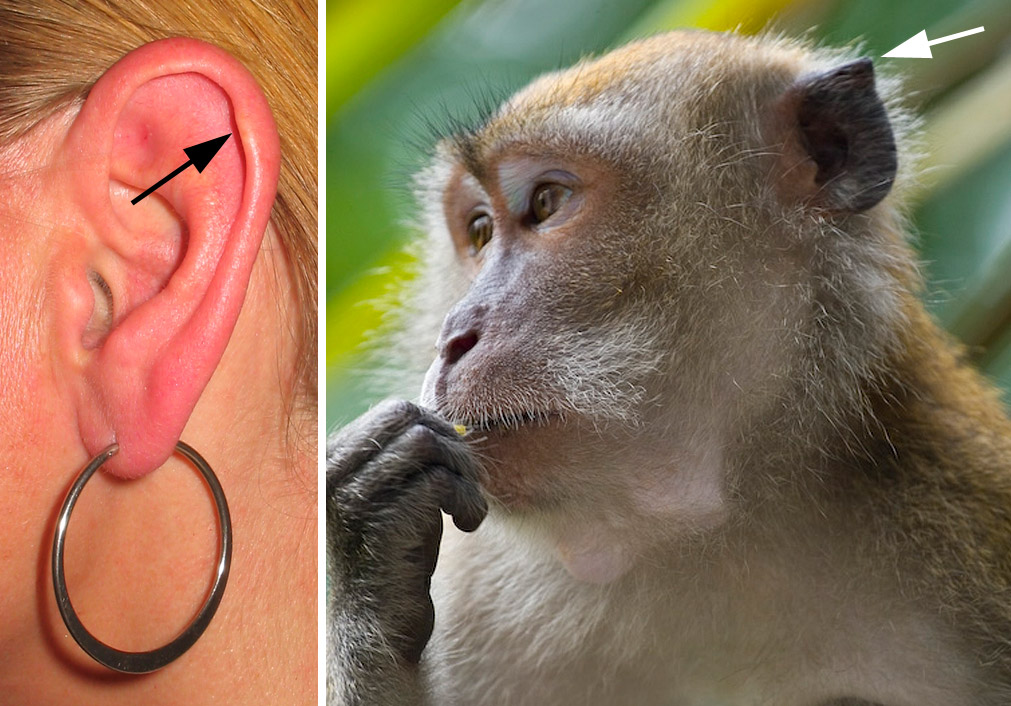
On the left: The identified point that is Darwin's tubercle. On
the right: the homologous point in a macaque.

达尔文点（Darwin's tubercle，又称达尔文结节）是人的耳輪後上半部區段的一個小腫塊，其表现有不同程度的差异，从没有痕迹到极明显的突起。
此特徵由英國雕刻師托馬斯·伍爾納（Thomas Woolner, 1825—1892）所發現，他曾在自己的一件雕塑中描繪過，並率先將其論述為一種返祖特徵。日後查爾斯·達爾文對此特徵進行了研究和探討，認識到這一特徵，相當於高等動物的耳尖部分，發表在《人類的起源與性擇》的開篇中，作為人類進化過程中的殘留特徵，證明人與具有尖耳朵的靈長類動物有著共同的祖先。儘管達爾文本人將其命名為“伍爾納尖(Woolnerian tip)”，但後人多把這一特徵叫做“達爾文點”。
这种结节也是人种分类特征之一。黄种人绝大多数都有，因而成为不为人注意的正常结构；而白种人多数完全退化，因而在西方耳轮结节较为突出者曾被视为天生罪犯。